# Ana Maria Magalhães
Ana Maria Magalhães (Río de Janeiro, 21 de enero de 1950) es una actriz, y cineasta brasileña. Estuvo casada con el cineasta Nelson Pereira dos Santos con quien tuvo un hijo, y con el cineasta Gustavo Dahl con quien tuvo dos hijos.

## Biografía
Fue una de las más activas actrices del cine brasileño de la década de 1970, tornándose directora de cortos y de largometrajes en los años 80. En 2004 dirigió Affonso Eduardo Reidy, saudades do futuro. Y en 2002 lanzó el largometraje Lara, sobre la actriz Odete Lara.
Su debut se produjo en el formato con los episodios Final Call, para la producción internacional Erotique (1994), y en Perigo negro, para el largometraje Oswaldianas (1991). Dirigió también cortometrajes, como Assaltaram a gramática (1984) y O mergulhador (1985), documentales, como Mangueira do amanhã, y el video Já que ninguém me tira para dançar (1983), sobre Leila Diniz.
Después de haber estudiado con Dulcina y en el Conservatorio Nacional de Teatro, comenzó, a los diecisiete años una carrera de actriz cinematográfica en O diabo mora no sangue (1967), de Cecil Thiré, y en Garota de Ipanema (1967), de Leon Hirszman. Después vendrían muchos otros, como Azyllo muito louco (1969), Como era gostoso o meu francês (1971); ambos de Nelson Pereira dos Santos; Quando o carnaval chegar (1972), de Carlos Diegues; Lúcio Flávio, o passageiro da agonia (1977), de Hector Babenco, y Os sete gatinhos (1977), de Neville D'Almeida. Una de sus actuaciones más notables fue como antagonista con Tarcísio Meira en A Idade da Terra (1980), de Glauber Rocha.

## Obra

### Como escritora
- Cultura e Construção Nacional. En: Jornal p. 64, 5 de mayo de 2010
- Glauber Rocha: um cidadão latino-americano anistiado. En: Jornal p. 64, número 3, 5 de julio de 2010
- O passado que evoca o presente. En: Jornal do Brasil, 26 de enero de 2005
- Preso à cilada de um eterno retorno. En: Jornal do Brasil - Caderno B – Filme em questão, 9 de abril de 2004
- Violentas Hipocrisias. En: Jornal do Brasil, 11 de junio de 2003
- A guerra solitária de Glauber. En: Folha de São Paulo, Caderno Mais! 18 de julio de 1999
- Por uma política cultural. En: Jornal O GLOBO, p. 7 Opinião, 24 de octubre de 1998
- Ela reconciliou mulheres e homens. En: O Estado de São Paulo, 1 de julio de 1997
- A linguagem de Leila. Libro Estudos Feministas - CIEC/ECO/UFRJ v. 2 - N.º. 2/94, 1 de julio de 1994
- ´Otários´ do verde contra ´heróis´ do vermelho. En: Jornal do Brasil, 15 de agosto de 1989
- Depoimento sobre A Idade da Terra. En: Catálogo da Mostra Internazionale del Cinema – La Biennale di Venezia 28 de agosto/8 de septiembre de 1980

### Trabajos en la televisión

#### Como actriz
- Top Model - (1989).... Mercedes
- Elas por Elas - (1982)
- Saramandaia - (1976).... Dalva
- Gabriela - (1975).... Glória
- O Bofe - (1972).... Ana

### Trabajos en la cinematografía

#### Como actriz
- Oswaldianas - (1992)
- Real desejo - (1990)… Gilda
- Tensão no Rio - (1984)
- Os Trapalhões na Serra Pelada - (1983)
- A Idade da Terra - (1981)… Aurora Madalena
- Os Sete Gatinhos - (1980)… Aurora
- Anchieta, José do Brasil - (1978)
- Se Segura, Malandro - (1977)
- Rei-Ri-Te-A-Ta - (1977)
- Lúcio Flávio, o Passageiro da Agonia - (1977)… Janice
- Paranóia - (1976)… Lurdes
- Amantes, Amanhã Se Houver Sol - (1975)
- As Deliciosas Traições do Amor - (1975)
- Sagarana, o Duelo - (1973)
- Uirá, Um Índio em Busca de Deus - (1973)
- Quem é Beta? - (1973)
- Joanna Francesa - (1973)
- Quando o Carnaval Chegar - (1972)… Virgínia
- Os Devassos - (1972)
- Minha Namorada - (1972)
- Como Era Gostoso o Meu Francês - (1972)… Seboipepe
- O Doce Esporte do Sexo - (1971)
- Mãos Vazias - (1971)
- A Guerra dos Pelados - (1971)
- Azyllo Muito Louco - (1971)
- O Diabo Mora No Sangue - (1967)
- Garota de Ipanema - (1967)
- Todas as Mulheres do Mundo - (1967)[2]
- Arrastão - (1965)

#### Como directora
- Afonso Eduardo Reidy, saudades do futuro - (2004)
- Lara - (2002)
- Erotique (episódio "Final Call") - (1994)
- Mangueira do Amanhã - (1992)
- O Bebê - (1987)
- Já Que Ninguém Me Tira pra Dançar - (1987)
- Spray Jet - (1985)
- Assaltaram a Gramática - (1984)
- Mulheres de Cinema (cortometraje) - (1978)

## Premiaciones
- Premio de actriz revelación de la Associação Paulista dos Críticos de Arte (1972)
- En 1975, arrebató el Kikito de la mejor actriz por su actuación en Uirá, Um Índio em Busca de Deus, de Gustavo Dahl
- Premio Especial del Jurado del lFestival de Cinema de Gramado (1980)
- En la Jornada de Cortometrajes de Salvador como mejor filme experimental con Assaltaram a gramática (1984)
- Mejor dirección en el I Festival Nacional de Caxambu (1984) con Assaltaram a gramática
- Mejor dirección en el II Festival Nacional de Caxambu (1985) con Spray Jet
- Premio del Conselho Nacional dos Direitos da Mulher (1987) con el video Já Que Ninguém Me Tira pra Dançar
- Premio especial del Jurado del Festival de Cinema de Brasília con O bebê (1987)
- Mención Honrosa (Margarida de Prata) por la Conferencia Nacional de los Obispos del Brasil (CNBB) por Mangueira do Amanhã